# Mont Amida
Le mont Amida (阿弥陀岳, Amidadake) est une montagne culminant à 837 m d'altitude dans l'arrondissement Saeki-ku de Hiroshima, au Japon.
La rivière Yahata (Yahata-gawa) prend sa source sur la montagne près du village de Yuki, également dans le district de Saeki-ku, passe à l'ouest de la préfecture de Hiroshima et se jette dans la baie de Hiroshima.
La végétation de la zone est principalement composée de cyprès et de cèdres.